# ST Андромеды
ST Андромеды (лат. ST Andromedae), HD 222241 — двойная звезда в созвездии Андромеды на расстоянии приблизительно 6073 световых лет (около 1862 парсеков) от Солнца. Видимая звёздная величина звезды — от +11,8m до +7,7m.

## Характеристики
Первый компонент — красный гигант, углеродная пульсирующая полуправильная переменная звезда типа SRA (SRA) спектрального класса C4,3e-C6,4e, или C(Nb), или C(R). Масса — около 2,519 солнечных, радиус — около 475,228 солнечных, светимость — около 2257,954 солнечных. Эффективная температура — около 3420 K.
Второй компонент — коричневый карлик. Масса — около 68,72 юпитерианских. Удалён на 2,035 а.е..